# Редли, Андраш
Андраш Редли (венг. Rédli András, род. 21 октября 1983 года, Тапольца, Венгрия) — венгерский фехтовальщик на шпагах. Бронзовый призёр Олимпийских игр 2016 года в командной шпаге, чемпион мира, двукратный чемпион Европы, многократный призёр мировых и европейских чемпионатов. Лауреат премии «Юниор прима» (2009). Фехтовальщик года в Венгрии (2014).

## Биография
Андраш родился 21 октября 1983 года в венгерском городе Тапольца. Он начал заниматься фехтованием в 12 лет.
Первого крупного успеха венгр достиг в 2009 году: он стал серебряным призёром мирового чемпионата в командной шпаге. Затем, в 2010 году, Андраш стал чемпионом Европы и бронзовым призёром чемпионата мира в том же виде программы.
В 2011 году Редли стал вице-чемпионом Европы в командных соревнованиях. В 2012 году Андраш снова завоевал бронзовую медаль командного чемпионата мира.
В 2013 году Андраш стал двукратным вице-чемпионом Европы в командной шпаге, а затем на домашнем чемпионате мира Редли одержал победу в той же дисциплине.
В 2014 году венгр впервые завоевал награду высшей пробы в индивидуальных соревнованиях на чемпионате Европы и стал двукратным чемпионом континентального первенства.
Одного из главных достижений карьеры Андраш добился в 2016 году: он стал бронзовым призёром Олимпийских игр в командном турнире.
На первом после Олимпиады чемпионате мира Андраш стал бронзовым медалистом чемпионата мира в личном первенстве. Следующий успех пришёл к венгру только через два, когда он стал бронзовым призёром чемпионата Европы в командных соревнованиях.

## Лучшие результаты

### Олимпийские игры
- Бронза — Олимпийские игры 2016 (Рио-де-Жанейро, Бразилия) (команды)

### Чемпионаты мира
- Золото — чемпионат мира 2013 года (Будапешт, Венгрия) (команды)
- Серебро — чемпионат мира 2009 года (Анталья, Турция) (команды)
- Бронза — чемпионат мира 2010 года (Париж, Франция) (команды)
- Бронза — чемпионат мира 2012 года (Киев, Украина) (команды)
- Бронза — чемпионат мира 2017 года (Лейпциг, Германия)

### Чемпионаты Европы
- Золото — чемпионат Европы 2010 года (Пловдив, Болгария) (команды)
- Золото — чемпионат Европы 2014 года (Страсбург, Франция)
- Серебро — чемпионат Европы 2011 года (Шеффилд, Великобритания) (команды)
- Серебро — чемпионат Европы 2013 года (Загреб, Хорватия) (команды)
- Бронза — чемпионат Европы 2019 года (Дюссельдорф, Германия) (команды)